# Prodej manželky

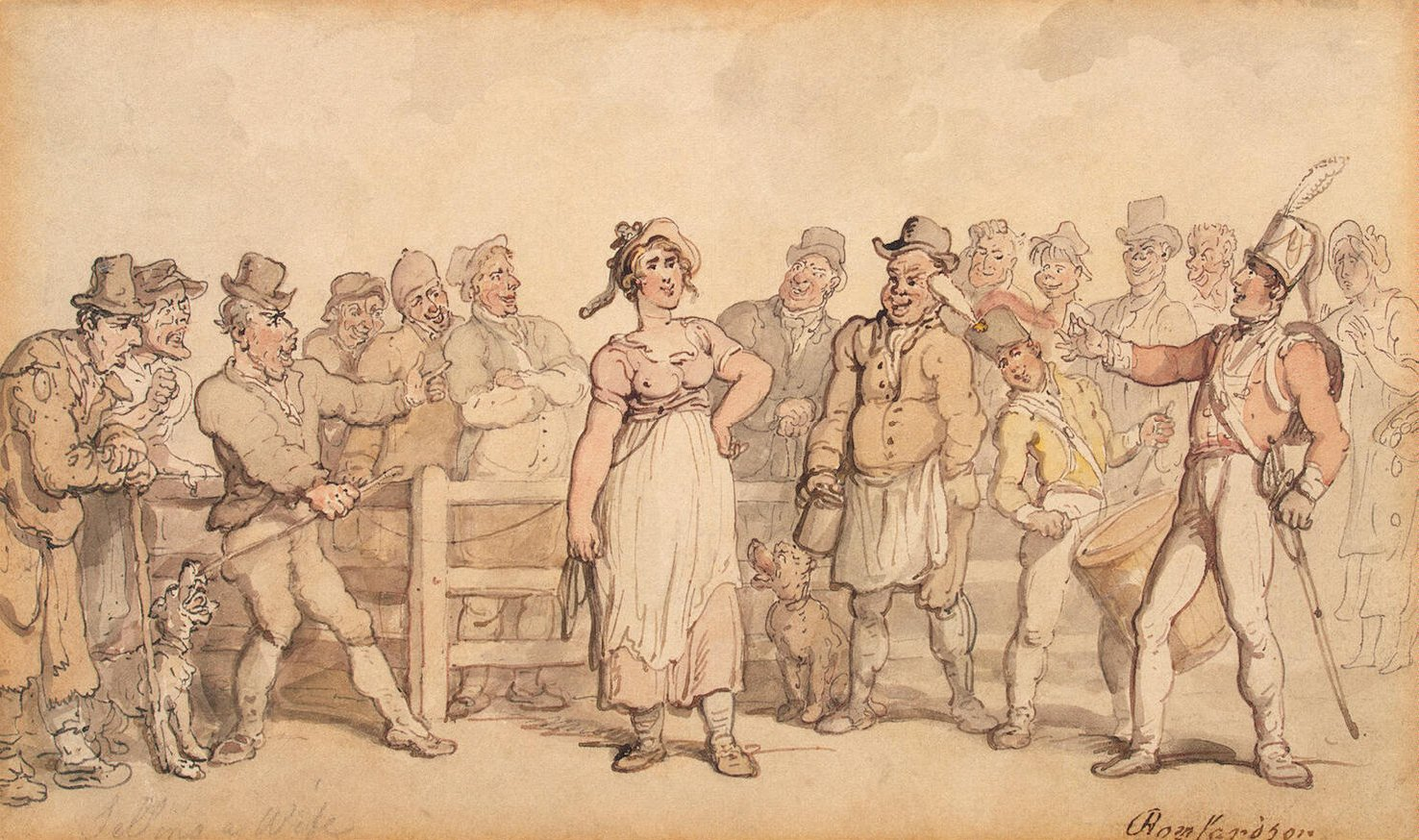
Obraz Prodej manželky (1812–1814) od Thomase Rowlandsona. Malíř nabízí divákovi dojem, že žena je ochotnou součástí prodeje

Anglický zvyk prodej manželky byl způsob ukončení nevyhovujícího manželství vzájemnou dohodou. Začal se provádět ke konci 17. století, kdy byl rozvod dostupný prakticky jen nejbohatším vrstvám společnosti. Po předvedení své ženy s ohlávkou kolem krku, ruky nebo paže, ji manžel mohl prodat ve veřejné aukci za nejvyšší nabídku. Tento zvyk poskytl pozadí pro román Thomase Hardyho The Mayor of Casterbridge, ve kterém ústřední postava na začátku příběhu prodá svou manželku; tento čin ji pak pronásleduje po zbytek života, a nakonec ji i zničí.
Ačkoli prodej manželky neměl žádnou oporu v zákoně a často vyústil v soudní stíhání, a to zejména od poloviny 19. století, postoj úřadů byl nejednoznačný. Z počátku 19. století existuje záznam prohlášení soudce, který uváděl, že nevěřil ve své právo zabránit provedení tohoto zvyku a dokonce se staly i případy, kdy místní zmocněnci pro péči o chudé nutili manžele raději k prodeji jejich žen, aby nemuseli podporovat rodiny v pracovních domovech.
Zvyk prodávat manželku přetrvával v Anglii v určité formě až do počátku 20. století; jak napsal v roce 1901 právník a historik James Bryce, byl příležitostně uplatňován ještě v době, kdy on sám žil. V jednom z posledních hlášených případů prodeje manželky v Anglii z roku 1913, žena, evidovaná u policejního soudu v Leedsu, tvrdila, že byla prodána jednomu z manželových spolupracovníků za jednu libru.

## Právní pozadí
Prodej žen se ve své „rituální formě“ jeví jako „vynalezený zvyk“, jehož původ sahá zhruba do konce 17. století, ačkoli z roku 1302 existuje zpráva o osobě, „která na základě smlouvy poskytla svou ženu jinému muži.“ Se vzrůstem popularity novin ve druhé polovině 18. století byly zprávy o těchto praktikách více časté. Spisovatel Courtney Kenny ve 20. století napsal, že „zvyk je zakořeněn dostatečně hluboko a není tedy znám jeho původ,“ ale když toto téma v roce 1901 rozebíral James Bryce tak o něm nenašel „žádné stopy ani v anglických zákonech a ani v anglickém právu.“ Z jeho pozorování také vyplýval názor, že „každý slyšel o zvláštním zvyku prodeje manželky, který se příležitostně objevuje v prostředí nižších anglických vrstev.“

### Sňatek
Po schválení tzv. Marriage Act 1753 již formální svatební obřad před duchovním nebyl právně vyžadován a manželství nebyla registrována. Ke sňatku byl zapotřebí pouze souhlas obou manželů a to za předpokladu, že oba dosáhli potřebného věku předepsaného zákonem, což bylo 12 let pro dívky a 14 let pro chlapce. Ženy byly po sňatku zcela podřízeny svému manželovi, muž se ženou tvořili jeden společný právní subjekt, označovaný v anglickém právu jako coverture. Významný anglický právník a soudce sir William Blackstone v roce 1753 napsal: „celé bytí a právní existence ženy je během manželství suspendováno nebo je přinejmenším sjednoceno a svázáno s bytím jejího manžela: vše vykonává pod jeho ochrannými křídly a záštitou.“ Vdané ženy nejen že nesměly vlastnit žádný majetek, ale i ony samy byly opravdovým vlastnictvím svého manžela. Blackstone dále vypozoroval, že ačkoli „se manželky musí podrobit určitým právním znevýhodněním, většinou je to zamýšleno za účelem jejich ochrany a v jejich prospěch. A dá se tedy říci, že ženy jsou oblíbencem anglického práva.“

### Rozvod
V anglickém raném novověku existovalo pět odlišných metod jak ukončit manželství. První z možností znamenala žalobu u církevního soudu za „oddělení od lože a stolu“ na základě obvinění z cizoložství nebo život ohrožující krutosti, ale pak nebylo dovoleno znovu sňatek uzavřít. Po roce 1690 byl rozvod možný pouze podáním žádosti parlamentu, což byl časově náročný a také nákladný proces. Po podepsání tzv. Matrimonial Causes Act 1857 a následném vzniku rozvodového soudu se stávalo ukončení manželství snazší a podstatně levnější, ale pro chudší dělnickou třídu zůstal tento právní prostředek stále cenově nedosažitelný. Jinou alternativou bylo docílit „soukromé odluky“ formou dohody mezi oběma stranami zakotvené v rozvodové listině, kterou sepsal specializovaný právník. Zběhnutí od muže nebo jeho opuštění bylo také možné, tímto činem byl manželka vypuzena ze svého domova nebo si její manžel rovnou vybudoval novou domácnost s jinou ženou. A nakonec se nabízel prodej ženy – nelegální, náhradní řešení, jak manželství ukončit. Kniha The Laws Respecting Women, As They Regard Their Natural Rights si všímá toho, že chudými vrstvami společnosti byl prodej žen vnímán jako metoda vedoucí k rozpuštění manželství, když se „muž a žena vzájemně naprosto unavili a souhlasili z oddělením, pokud tedy muž má chuť zaručit se za zamýšlený rozvod tak, že z něj učiní věc veřejně proslulou.“
Ačkoli v 19. století některé ženy tuto praxi odmítaly, záznamy z 18. století, které by mohly dokázat jejich nesouhlas s prodejem neexistují. S žádnými finančními zdroji a bez schopností, které by mohly nabídnout, byl jejich prodej pro mnoho žen jedinou cestou jak se dostat z nespokojeného manželství. Ve skutečnosti jsou zaznamenány i případy, kdy manželky na prodeji trvaly. Například žena prodávaná na trhu ve Wenlocku za dva šilinky a šest pencí byla zcela rozhodnutá o pokračování transakce, navzdory tomu že její muž měl na poslední chvíli o obchodu pochybnosti.
Prodej ženy zprostil manžela všech jeho povinností, včetně jakékoli finanční zodpovědnosti, za jeho ženu. Pro kupce, kterým byl často milenec manželky, znamenala transakce osvobození od možného obvinění z cizoložství, uplatňované manželem za poškození jeho majetku, v tomto případě jeho ženy.

## Prodej
Je nejasné kdy začal být ritualizovaný zvyk prodeje ženy prostřednictvím veřejné aukce prováděn, zdá se že to bylo pravděpodobně ke konci 17. století. V listopadu 1692 „John, syn Nathana Whitehouse z Timtonu prodal svou ženu panu Bracegirdlovi, ačkoli způsob prodeje není zaznamenán.“ V 1696 byl Thomas Heath Maulster pokutován za „nezákonné soužití ve společné domácnosti s ženou George, valchaře z Chinneru, který ji koupil od manžela za méně než jednu libru.“ Zdá se, že tyto praktiky byly rozšířeny a uznávány v polovině 18. století po celé Anglii a přetrvávaly až do prvních let 20. století, ačkoli v tuto dobu se nacházely již v „pokročilém stádiu rozpadu.“
Podle většiny zpráv byl prodej oznamován dopředu, snad pomocí inzerátu v místních novinách. Obvykle měl formu aukce, často na místním trhu, kam ženu vedli s ohlávkou (z provazu nebo také ze stuhy) okolo krku či také paže. Osoba kupujícího byla často domluvena již dopředu, a prodej tedy znamenal symbol rozvodu a zároveň nového sňatku, tak jako v případě z Maidstonu, kde v lednu 1815 John Osborne naplánoval prodej své ženy na místním trhu. Avšak protože ten den se žádný trh nepořádal, byl prodej proveden na stanovišti pro uhelné čluny, kde byla „zcela obvyklým způsobem“ jeho žena a dítě prodány za jednu libru muži jménem William Serjeant. V červenci toho samého roku byla na trh ve Smithfieldu přivezena žena v kočáře a prodána za 50 guineí a koně. Hned po skončení prodeje „manželka se svým novým pánem nasedla do krásného, lehkého dvoukolového kočáru, který na ně čekal a s výrazem obličeje, prozrazujícím nechuť s celou transakcí odjela.„ Během dalšího prodeje, který se uskutečnil v září 1815 ve Stainesu, „bylo zboží nabízeno za tři šilinky a čtyři pence, ale s dražitelem nikdo nesoupeřil a to z důvodů, které mohli ocenit jen ti co účastníky transakce znali. Kupec se totiž mohl chlubit dlouhou a intimní známostí s draženou ženou.“
Ačkoli iniciátorem prodeje byl vždy manžel, žena musela s prodejem souhlasit. Ve zprávě o dražbě z 1824, provedené v Manchesteru, se říká, že „po několikerých nabídkách byla žena odklepnuta za 5 šilinků, ale protože se jí kupec nelíbil, tak byla nabídnuta znovu za 3 šilinky a kvartu piva.“ Prodávaná manželka již často se svým budoucím partnerem žila. V jednom případě z roku 1804 našel londýnský kupec svou ženu v posteli s cizím mužem, který mu po hádce nabídl, že si jeho manželku koupí. Kupec souhlasil, a tento příklad prodeje byl pravděpodobně přijatelným postupem jak vyřešit celou situaci. Nicméně někdy byl prodej spontánní a žena se tak mohla stát objektem dražby od úplných cizinců. V březnu 1766 tesař ze Southwarku prodal svou manželku v záchvatu manželské lhostejnosti v pivnici. Když vystřízlivěl, žádal svou ženu zpět, a poté co byl odmítnut se oběsil. Domácí půtky sice někdy mohly předcházet prodeji ženy, ale ve většině zaznamenaných případů bylo záměrem ukončení manželství způsobem, který by umožnil legitimovat rozvod. Někdy se stávalo, že manželka svůj prodej sama připravila a dokonce i poskytla peníze svému zprostředkovateli, který ji pak z manželství vykoupil, například během transakce v Plymouthu v roce 1822.

### Prodejci a cena
Původně se věřilo, že zhruba v polovině 19. století se prodej žen omezoval jen na nejnižší dělnické vrstvy obyvatelstva a to hlavně na ty, co žijí v odlehlých venkovských oblastech. Ale analýzy povolání manželů a kupujících odhalily, že tento zvyk byl nejsilnější v prvotních dělnických komunitách. Ze 158 případů účastníků, kteří měli stálé povolání, tvořili největší skupinu (19) pracovníci v dobytkářství a přepravních živnostech, 14 jich pracovalo ve stavebnictví, 5 bylo kovářů, 4 byli kominíci a 2 byli popsáni jako gentlemani, což nasvědčuje tomu, že prodej nebyl jenom rolnický zvyk. Nejvýše postaveným kupujícím byl Henry Brydges, 2. vévoda z Chandosu, který okolo roku 1740 koupil svou druhou ženu od podomka.
Ceny za prodej se značně měnily, od vysokých 100 liber s dalšími 25 librami za každé dítě v jednom prodeji z roku 1865 (tato částka odpovídá 10 800 librám z roku 2011) až po sklenici piva. Někdy se dokonce žena nabízela zadarmo. Nejnižší možný obnos, za který byla žena směněna byly tři čtvrtpenny (tři čtvrtiny penny), ale běžná cena se pohybovala od 2 šilinků a 6 pencí do 5 šilinků. Podle spisovatelů Wade Mansella a Belindy Meteyardové se zdá, že na peníze se bral ohled až v druhé řadě; důležitějším faktorem byla právní závaznost, kterou v transakci viděla většina jejích účastníků, a to navzdory tomu že neměla žádnou oporu v zákoně. Některé nové páry uzavřely již sňatek podruhé, ale oficiální postoj úřadů v této věci byl dvojsmyslný. Venkovské duchovenstvo a úředníci tento zvyk znali, ale na jeho legitimnost hleděli nejistě nebo ho dokonce přehlíželi. Některé záznamy byly nalezeny v křestních listech, jako například ten z Perleigh v Essexu pocházející z roku 1782: „Amie, dcera Mosese Stebbinga od nakoupené ženy předané mu v ohlávce.“ Soudce v Lincolnshiru v roce 1784 rozhodl, že muž který prodal svou ženu, nemá právo ji od kupujícího znovu nabýt , a tudíž potvrdil platnost provedené transakce. Úředník, který se v roce 1819 pokoušel zabránit prodeji v Ashbournu v Derby, ale byl napaden a zahnán davem později poznamenal: „Ačkoli skutečným účelem mého poslání policejního úředníka bylo zabránit tomuto skandálnímu prodeji, zřejmým motivem mého jednání muselo být zachování veřejného klidu... Jakožto přímý účastník jednání si nemyslím, že bych měl právo tomu zabránit nebo se dokonce postavit na odpor, neboť to celé spočívalo ve zvyku těchto lidí a mohlo by být nebezpečné je o něj připravit jakýmkoli zákonem.“

### Místo konání
Pokud si pár jako místo prodeje vybral trh, tak si zajistil i velké publikum a rozvod se tedy stal skutečností, potvrzenou velkým množství svědků. Použití ohlávky bylo symbolické; po prodeji byla předána kupujícímu jako znamení o zakončení celé transakce. Kvůli lepšímu uzákonění prodeje nutil prodávající často také vítězného dražitele podepsat smlouvu, kde tento uznal, že prodávající nemá žádnou další zodpovědnost za svou ženu. V roce 1735 byl úspěšný prodej ženy v St Clements oznamován místním vyvolávačem, který putoval ulicemi, aby zajistil informovanost místních obchodníků o úmyslu dřívějšího manžela neuznávat „žádné dluhy, které by mohla jeho bývalá manželka smluvit.“ Stejnou věc zamýšlel inzerát umístěný jiným prodávajícím v Ipswich Journal roku 1789: „žádná osoba nebo osoby nemohou v souvislosti s ní věřit v mé jméno...protože mi již dle práva nenáleží.“ Jeden z případů takovýchto zakončení prodeje, kdy byl ukazován účet za zaplacení ženy, je uchován v Britském muzeu. Účet je součástí prosby ke smírčímu soudci v Somersetu poslané v roce 1758 ženou, která byla o 18 měsíců dříve prodána svým manželem za 6 liber a 6 šilinků „na podporu jeho extravagance.“ Prosba nenamítala nic proti prodeji, spíše poukazovala na to, že prodávající muž se o tři měsíce později vrátil a požadoval více peněz od své manželky a jejího nového „manžela.“
V hrabství Sussex byly obvyklým místem pro prodej ženy zájezdní hostince a hospody a alkohol byl často součástí platby. Například když jeden muž prodával manželku v hospodě zvané Shoulder of Mutton and Cucumber roku 1898 v Yaptonu, kupující zaplatil 7 šilinků a 6 penci (30 liber v cenách roku 2011) a k tomu 1,1 litrů piva. Cena za jinou transakci o století dříve zahrnovala 8 džbánů piva a 7 šilinků (20 liber v roce 2011); a v roce 1790 v Ninfieldu dokonce vyměnil ve venkovském hostinci manžel svou ženu za polovinu pinty ginu, ale pak si vše rozmyslel a koupil ji nazpět. 
Prodeje žen byly často navštěvovány velkým množstvím lidí. V Hullu roku 1809 bylo odložení prodeje „přisuzováno davům, které se při příležitosti této mimořádné události shromáždily,“ což naznačuje, že tento zvyk mohl být poměrně vzácnou a proto také populární událostí. Odhady četnosti prodeje se pohybují okolo 300 během let 1780 až 1850, což je relativně bezvýznamné ve srovnání s případy zběhnutí ženy, které se ve Viktoriánské éře počítají na desítky tisíc.

### Rozšíření a symbolismus

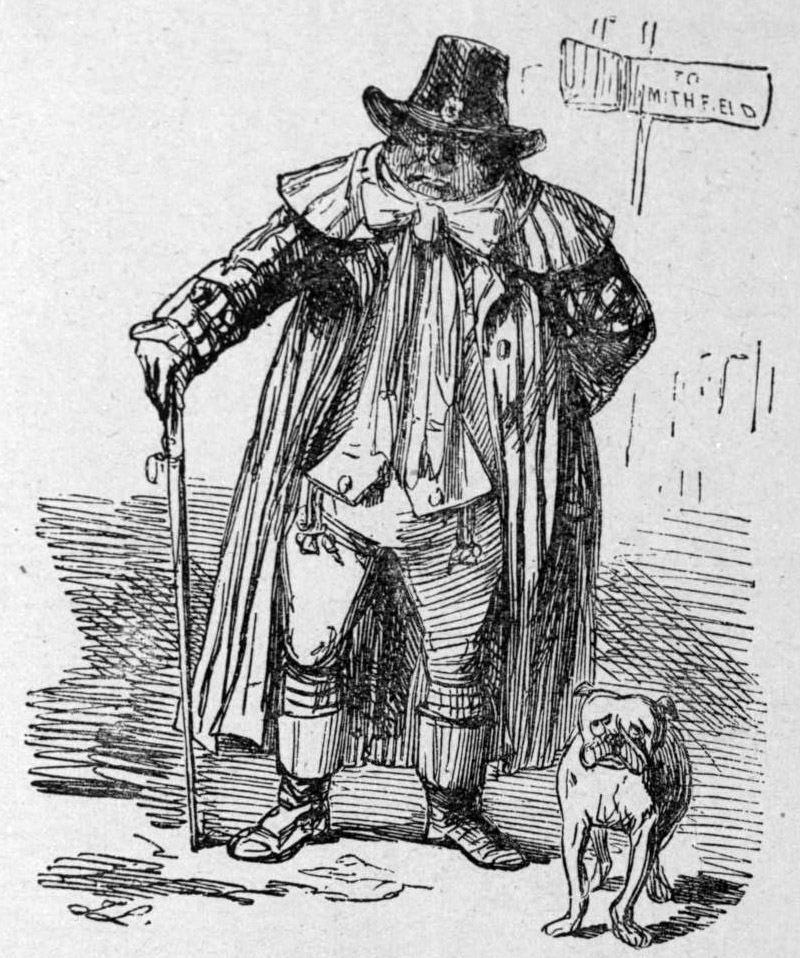
Francouzské zobrazení anglického šlechtice mířícího do smithfieldské tržnice prodat svou ženu

Zvyk prodávat manželku se objevoval po celé Anglii, ale poměrně vzácně také v přilehlé části Walesu, kde bylo zaznamenáno pouze několik případů, ve Skotsku na něj došlo pouze jednou. Anglickým hrabstvím s nejvyšším počtem případů byl mezi lety 1760 až 1880 Yorkshire se 44 prodeji, což je o mnoho více než 19 prodejů zaznamenaných ve stejném období v Middlesexu a Londýně, navzdory francouzské karikatuře Johna Bulla o „zavedeném a rychlém prodeji manželky v londýnské smithfieldské tržnici, kde muž křičí à quinze livres ma femme! (15 liber za mou ženu), zatímco ona stojí s ohlávkou na hlavě v přístřešku“.
Ve své úvaze Wives for Sale (Ženy na prodej) její autor Samuel Pyeatt Menefee sesbíral 387 případů prodeje ženy, poslední z nich se vyskytl na počátku 20. století. Historik E. P. Thompson považuje mnoho z Menefeeových případů za „nepřesné a pochybné“ a domnívá se, že některé jsou počítány dvakrát, nicméně připouští 300 věrohodných záznamů, které kombinuje se svým vlastním výzkumem a dochází tak ke konečnému počtu 400 prodejů.
Menefee tvrdil, že v rituálu prodeje se zrcadlí prodej dobytka - dokumentuje to symbolickým významem ohlávky; ženy byly také příležitostně hodnoceny podle své váhy, právě tak jako dobytek. Ačkoli použití ohlávky bylo považováno za důležité vzhledem k legitimitě celého prodeje, Thompson naznačuje, že Menefee možná neporozuměl společenským souvislostem této transakce. Trhy nebyly pro prodej preferovány kvůli zdejšímu prodeji dobytka, ale protože nabízely veřejné místo, kde rozvod mohl být dosvědčen. Prodeje se často konaly během veletrhů, před hostinci, nebo místními pamětihodnostmi, jako byl například obelisk v Prestonu nebo boltonský „plynový sloup“ (9 metrů vysoký sloup s lampou na vrcholu, který stál na boltonském tržišti); na všech těchto místech se totiž shromažďovaly davy lidí.
Proběhlo i několik málo prodejů manžela, ale to nic nemění na tom, že z dnešního pohledu byl prodej ženy jako movitého majetku ponižující, a to i když byl považován za jednu z několika forem rozvodu. Nicméně většina soudobých zpráv o prodeji zdůrazňuje ženskou nezávislost a životní sílu, při popisu žen jsou používány výrazy jako: „pohledná“, „baculatá“, „dobrého vzhledu“, „sličná venkovská dívka“ nebo „srdečně se těšící na zábavu a různé skotačení“.
Společně s ostatními anglickými zvyky přivezli osadníci, přijíždějící do Ameriky ke konci 17. a počátkem 18. století, i praxi prodeje ženy a zároveň s tím i přesvědčení o legitimnosti tohoto způsobu ukončení manželství. V roce 1645 byl u „The P'ticular“ soudu v Hartfordu ve státě Connecticut ohlášen případ Baggetta Eglestona, který dostal pokutu 20 šilinků za „odkázání své ženy jinému muži“. Boston Evening-Post z 15. března 1736 popisoval hádku mezi dvěma muži a „jistou ženou, kde každý z nich tvrdil, že se jedná o jeho manželku, ale bylo to tak, že pouze jeden z nich mohl nakládat s právem na ni od druhého a to za 15 šilinků“. Kupující zřejmě odmítal zaplatit celou cenu a zkoušel „svou“ manželku vrátit nazpět. Zbývající částku mu ale pak nabídli dva velkorysí kolemjdoucí a on mohl zaplatit manželovi, který: „promptně a nedbale pozdravil manželku, popřál jí štěstí a šel si se svým kamarádem Šterlinkem užít výhodný obchod“. Další zpráva z roku 1781 hovoří o Williamu Collingsovi z Jižní Karolíny, který prodal svou ženu za „dva dolary a půl tuctu kalíšků grogu“.

## Změna postoje
Již od konce 18. století se začalo ve společnosti objevovat určité nepřátelství k prodeji manželky. Jeden prodej v Dublinu v roce 1756 byl přerušen skupinou žen, které manželku „zachránily“ a její manžel byl následně podroben potupnému soudu a vsazen do klád, kde zůstal do rána následujícího dne. Na prodej manželky, který se odehrával okolo roku 1777 v Carmarthenshire reagoval dav „hrobovým tichem“ a „pocity znepokojení v shromáždění“. Když jeden nádeník nabízel svou ženu roku 1806 na smithfieldském trhu, „veřejnost se na manžela rozzuřila a kdyby jim v tom nepřekáželi policejní strážníci, byla by ho za jeho surovost přísně potrestala“.
Zprávy o prodeji žen vzrůstaly ze dvou během desetiletí počítaného od roku 1750 až na maximum 50 v letech 1820 až 1830. S tím jak vzrůstal počet případů, rostla i opozice vůči této praxi. Dá se říci, že tento způsob rozvodu se stal jedním z řady populárních zvyků, u kterého společenská elita věřila ve svou povinnost s ním skoncovat. Ženy se bouřily, že tento obyčej představuje „hrozbu a urážku jejich pohlaví“. Smírčí soudci se na čtvrtletních zasedáních stávali více aktivní v trestání těch, co tento zvyk praktikovali a některé modelové případy u hlavního soudu také potvrzovaly jeho nelegálnost. Novinové zprávy na toto téma byly často pohrdavé: „nejostudnější a nejhanebnější scéna“ zněl popis ve zprávě z roku 1832, ale případů prodeje žen nezačalo významně ubývat dříve než v roce 1840. Thompson objevil 121 publikovaných zpráv o praktikování tohoto obyčeje mezi lety 1800 a 1840 ve srovnání s 55 v letech 1840 až 1880.
Lord Chief Justice of England and Wales William Murray považoval prodeje žen za skrytou formu cizoložství, ale jen málo takovýchto případů oznámených v novinách vedlo k trestnímu stíhání u soudu. Deník The Times popisoval v roce 1818 případ, v rámci kterého byl jeden muž obžalován z prodeje ženy za 2 šilinky a 6 pencí na leominsterském trhu. V roce 1825 byl muž jménem Johnson obviněn za: „zpívání písně v ulicích, kde popisoval přednosti své manželky, aby jí pak prodal za nejvyšší nabídku ve Smithfieldu“. Takové písně nebyly výjimečné; okolo roku 1842 John Ashton napsal píseň „Sale of a Wife“ (Prodej ženy). Strážník, který ho zadržel tvrdil, že tento muž shromáždil dav „všelijakých tuláků, předstírajících, že poslouchají jeho popěvek, ve skutečnosti ale vybírajících kapsy“. Obžalovaný na to nicméně odpověděl, že nebyl „zcela vzdálen nápadu prodat svou ženu, což bylo chudé stvoření, žijící v domě s hladovými dětmi, zatímco on si může uhnat plíce v úsilí vydělat pro ně kousek chleba“. Za tímto účelem také vytiskl kopie písně a také příběhu, který vyprávěl o jejím prodeji. Předtím než starosta, jenž měl případ soudit, Johnsona propustil, varoval ho, že toto jednání není dovoleno a nesmí se v budoucnu opakovat. V roce 1833 byl zaznamenán prodej ženy v Eppingu za částku 2 šilinky a 6 pencí; dalších 6 pencí měl dostat prodávající později. Po svém vystřízlivění byl muž postaven před smírčí soud, kde tvrdil, že do sňatku byl nucen církevními autoritami, a že „s manželkou od té doby nežil, ale že naopak ona otevřeně praktikovala cizoložství s mužem jménem Bradley, kterým byla od něj zakoupena“. Byl uvězněn za „opuštění manželky“.

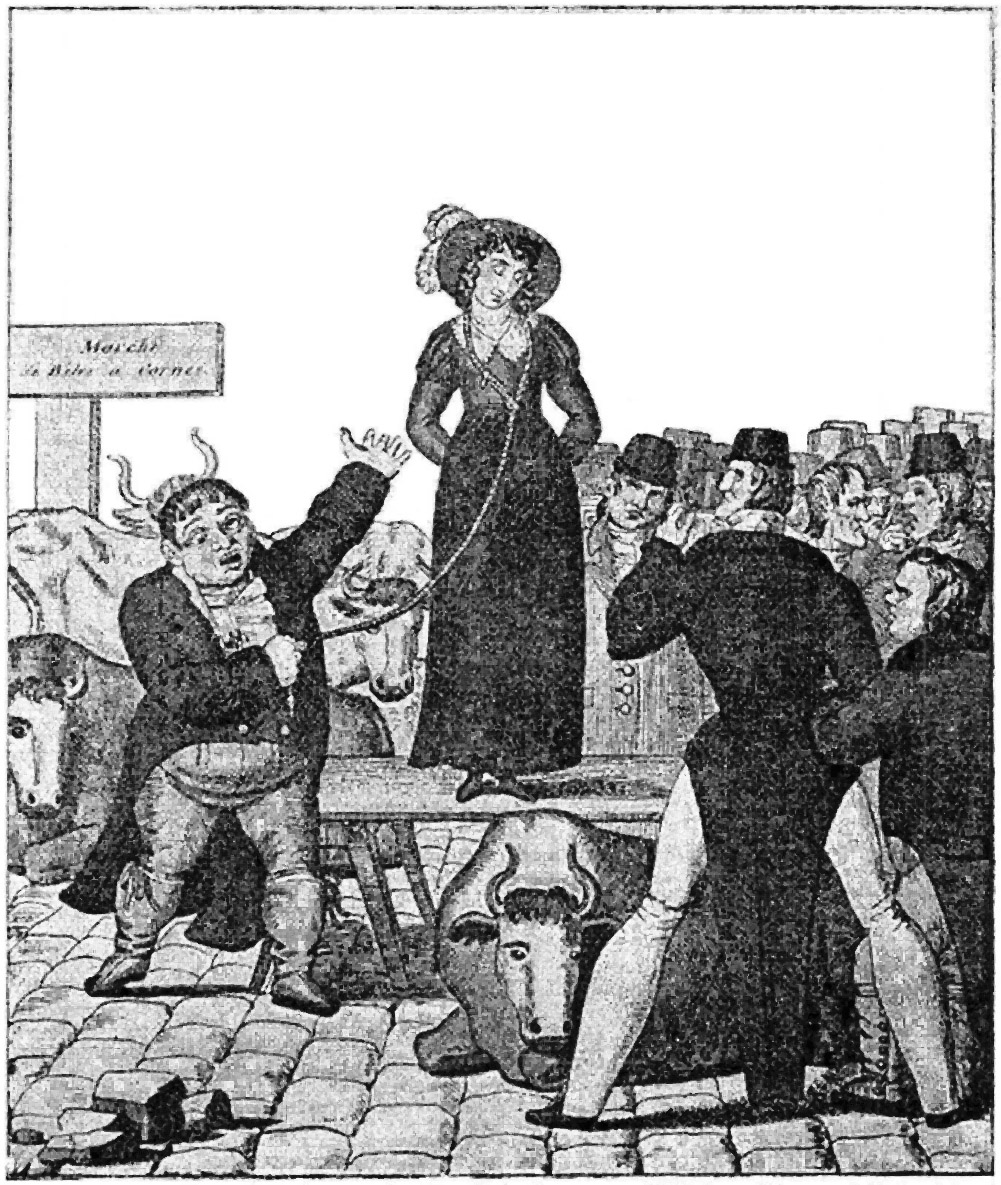
Soudobý francouzský tisk anglického zvyku prodávat manželku

Na prodej manželky upozorňuje francouzská hra z 19. století Le Marché de Londres. Komentujíc nejen toto drama, ale i soudobý francouzský postoj k tomuto zvyku si spisovatel Angus B. Reach v roce 1846 postěžoval: „Spočítali nám dlouhý a prorocký seznam našich selhání. Připustit si ohromující fakt, že v Anglii může manžel prodat svou manželku přesně stejným způsobem, jako by prodával svého koně nebo psa, je stejné, jako se snadno vzdát víry v zeměpisnou a fyzikální existenci Londýna.“ Tyto stížnosti byly běžným jevem ještě o 20 let později; v knize The Book of Days spisovatel Robert Chambers psal o případu prodeje ženy z roku 1832 a poznamenal si, že: „zatímco my v Anglii přecházíme příležitostné případy prodeje manželky s letmým úsměvem, v našich kontinentálních sousedech zanechávají hluboký dojem a pravidelně je uvádějí jako svědectví o malosti naší kultury“. Rozpaky z těchto praktik se projevily i v právní příručce z roku 1853, která umožňovala soudcům odmítnout prodej manželky jako mýtus: „Je obecným omylem, že se manžel může dát ženě ohlávku na krk a zbavit se jí prodejem na trhu. Takovéto jednání by bylo přísně potrestáno místními úředníky“. V díle Burn's Justice of the Peace and Parish Officer se uvádí, že „veřejný prodej či koupě ženy je nepochybně žalovatelný trestný čin... A bylo tedy mnoho žalob proti manželům za prodej a jiným za koupi schváleno a 6 měsíců vězení na ně uvaleno“.
Jinou formou prodeje manželky bylo sepsání převodní listiny. Ačkoli to zpočátku nebylo tak běžné jako prodej ženy v aukci, po roce 1850, když se veřejnost začala obracet proti prodeji žen na trhu, se tato praxe značně rozšířila. Tento problém obecně přijímané legitimity prodeje žen byl přednesen i vládě. V roce 1881 byl ministr vnitra William Harcourt požádán o komentář k incidentu v Sheffieldu, kde muž prodal svou ženu za kvartu piva. Harcourt odpověděl: „nikde v Anglii neexistuje dojem, že prodej žen je legitimní“ a „žádná takováto praktika, jako je prodej ženy neexistuje“. Ale hned ke konci roku 1889 prodal člen Armády spásy svou manželku v Hucknall Torkardu v hrabství Nottinghamshire za jeden šilink a následně ji za ohlávku vedl k domu k kupce. Jedná se o poslední případ, kde je zmíněno použití ohlávky. Poslední novodobý případ prodeje manželky byl zaznamenán v roce 1913, kdy žena svědčící u policejního soudu v Leedsu v záležitosti týkající se výživného tvrdila, že ji manžel prodal svému kolegovi za jednu libru (ekvivalent 70 liber v roce 2011). Způsob prodeje není zaznamenán.